# 刘胜 (机械工程专家)
刘胜（1963年3月14日—），男，湖北黄梅人，中国机械工程专家，武汉大学教授，研究方向为微电子等。发表论文数百篇，出版多本著作，取得数10项专利。中国科学院院士、中国教育部第六批“长江学者”特聘教授、中国微米纳米技术学会常务理事、美国机械工程师协会（ASME）会士、电器和电子工程师协会（IEEE）会士。

## 生平
1992年取得斯坦福大学博士学位，1992年至1995年，在佛罗里达理工学院任教。1995年至2001年担任韦恩州立大学教授。
2004年起担任华中科技大学教授，2014年起担任武汉大学动力与机械学院院长。